# Pericyma mendaciella
Pericyma mendaciella là một loài bướm đêm trong họ Erebidae.